# 블리자드 오브 소울
블리자드 오브 소울(Blizzard of souls)은 라트비아에서 제작된 진타르스 드레이베르크스 감독의 2019년 드라마, 전쟁 영화이다. 오토 브란테비츠 등이 주연으로 출연하였다.

## 출연

### 주연
- 오토 브란테비츠
- 마르틴슈 빌손스

## 같이 보기
- 라트비아 소총병